# 元嶷
元嶷（479年—540年12月5日），字仲宗，河南郡洛阳县（今河南省洛阳市东）人，追尊魏昭成帝拓跋什翼犍六世孙，光州刺史元悝之子，北魏宗室、官员。

## 生平
元嶷以侍御史为起家官，转任直阁将军，又升任征虏将军、燕州刺史，朝廷征召元嶷担任平西将军、西中郎将，转任卫尉卿，很快升任使持节、都督西兖州诸军事、抚军将军、兖州刺史，又转任使持节、都督冀州诸军事、本将军、冀州刺史。当时、高昂被尔朱荣废黜，免官回到家乡，暗中畜养壮士，又进行抢掠，尔朱荣听说后憎恶他们，秘密的命令元嶷诱捕高昂，将高昂送到晋阳。普泰元年（531年）二月，高乾、高昂与封隆之等人合谋，攻占信都，活捉了元嶷。元嶷后被授任车骑大将军、仪同三司、领军将军。太昌初年，元嶷出任使持节、都督兖州诸军事、兖州刺史、将军，仪同如故。太昌二年（532年）七月，兖州城中百姓王奉伯等人和从夏州迁移来的百姓郭迁互相煽动谋反，元嶷放弃州城逃走。魏孝武帝元修诏令齐州刺史尉景、济州刺史蔡隽各率州中士兵前往讨伐，元嶷复归旧任，加骠骑大将军、开府，朝廷又追论元嶷之前的功勋，封他为濮阳县开国伯，食邑五百户。元嶷后升任尚书右仆射，又转任尚书左仆射。天平元年（534年），元嶷担任领军将军，转任尚书令，兼管吏部选举人才事务，又转任侍中。元嶷虽然担任重要职务，顺应时势而已。元嶷后外任使持节、都督瀛州诸军事、瀛州刺史、仪同开府如故。兴和二年十月廿一日（540年12月5日），元嶷在瀛洲刺史任内去世，虚岁六十二，朝廷赠予使持节、都督青冀齐三州诸军事、骠骑大将军、青州刺史、录尚书、司徒公，谥号靖懿公，兴和三年二月十八日（541年3月30日）葬于邺城西面漳水以北。

## 家庭

### 六世祖
- 拓跋什翼犍，北魏追尊魏昭成帝[12]

### 五世祖父母
- 拓跋寿鸠，拓跋什翼犍第八子，追尊魏献明帝拓跋寔同母弟[12]
- 王妃，追尊魏昭成帝拓跋什翼犍舅舅的女儿[12]

### 高祖父母
- 拓跋遵，北魏右丞相、常山王[12]
- 刘妃，刘眷之女，魏明元帝拓跋嗣姨母[12]

### 曾祖父母
- 拓跋素，北魏侍中、使持节、征西大将军、都督河以西诸军事、常山康王[12]
- 赫连妃，夏武烈帝赫连勃勃之女，赫连昌的妹妹[12]

### 祖父母
- 元德，北魏平南将军、济州刺史、河涧简公[12]
- 南阳张氏，北魏龙骧将军、阜城侯张提孙女[12]

### 父母
- 元悝，北魏镇远将军、光州刺史[12]
- 叱罗氏，北魏仪曹尚书、使持节、散骑常侍、安东将军、都督兖州诸军事、兖州刺史、带方静公叱罗兴长女[12]

### 兄弟
- 元侔，北魏太尉府参军事[12]

### 子女
- 元士贞，司徒府参军事[13]